# Паркер, Стефани
Сте́фани Па́ркер (англ. Stephanie Parker; 23 марта 1987, Брайтон, Восточный Суссекс, Англия, Великобритания — 18 апреля 2009, Понтиприт, Гламорган, Уэльс, Великобритания) — уэльская актриса. Была известна ролью Стейси Уивер в телесериале канала BBC One Wales «Принадлежность», в котором она играла с 2002 по 2009 год.

## Жизнь и карьера
Стефани Паркер родилась 29 марта 1987 года, в Брайтоне, в подростковом возрасте она переехала в Уэльс с родителями в район Ридифелин. Она посещала школу «Ysgol Uwchradd Hawthorn» в Понтипридде. Стефани Паркер жила в Трефоресте. С пятнадцати лет она играла роль Стейси Уивер в телесериале «Принадлежность» (2002–2009). Также она сыграла небольшие роли в телесериалах «Катастрофа», «Врачи» и «Доктор Мартин».

## Смерть
18 апреля 2009 года, через 2 дня после выхода финального эпизода телесериала «Принадлежность», 22-летняя актриса повесилась. Её тело было обнаружено около Понтипридда, в 6 часов утра 18 апреля 2009 года. В декабре 2009 года, в полицию поступила информация о том, что Паркер страдала депрессией, из-за издевательств в школе. Сотрудники полиции, сказали что её поступок мог быть актом «призыва о помощи», а не попыткой убить себя. В свидетельстве о смерти, причиной назван несчастный случай.

## Фильмография
| Год       |   | Русское название | Оригинальное название | Роль           |
| --------- | - | ---------------- | --------------------- | -------------- |
| 2002—2009 | с | Принадлежность   | Belonging             | Стейси Уивер   |
| 2007      | с | Катастрофа       | Casualty              | Фиби Митчелл   |
| 2007      | с | Врачи            | Doctors               | Дебби Харгроув |
| 2007      | с | Доктор Мартин    | Doc Martin            | Зои            |